# Кот из ада
«Кот из ада» (англ. The Cat from Hell) — рассказ американского писателя Стивена Кинга в жанре ужасы. Впервые рассказ был опубликован в журнале «Cavalier» в 1977 году. В 2008 рассказ вошёл в авторский сборник «Сразу после заката». На русском языке рассказ также издавался под названиями «Адова кошка», «Адская тварь», «Гостья из ада».

## Сюжет
Рассказ происходит в доме у мистера Дрогана — старичка в инвалидном кресле, к которому пришёл киллер Хэлстон. Старик говорит, что Хэлстон должен убить кота, но не просто кота, а кота-убийцу. Основную часть произведения занимает рассказ Дрогана о том, как кот попал в дом, как его принесла Кэролайн Бродмур, в которую он тайно был влюблен, как кот убил его сестру Аманду, затем Кэролайн и наконец, слугу Гейджа, работавшего на Дрогана вот уже двадцать лет. Все выглядело как несчастный случай, но Дроган знал, что кот был виной всему и был послан ему в наказание за убийство сотен кошек во время испытания лекарств. Хэлстону велено отвести кота в безлюдное место, убить и похоронить, а Дрогану принести его хвост, как доказательство. Во время поездки кот выбирается из сумки, нападает на Хэлстона и становится причиной аварии, в результате которой водитель оказывается временно парализован. Кот долго мучает Хэлстона и наконец, убивает его, залезая в горло. Через некоторое время фермер замечает аварию, тело Хэлстона и кота, выбирающегося из желудка жертвы и уходящего, словно у него остались ещё какие-то незавершенные дела.